# يوب فان دير هيد
يوب فان دير هيد (بالهولندية: Joop van der Heide)‏ هو لاعب كرة قدم هولندي، ولد في 21 يوليو 1917 في روتردام في هولندا، وتوفي في 29 يوليو 1980 في هولندا في مملكة هولندا. شارك مع منتخب هولندا لكرة القدم. أما مع النوادي، فقد لعب مع فاينورد.